# Fausto de Saavedra y Collado
Fausto de Saavedra y Collado (San Sebastián, 8 de julio de 1902-Madrid, 12 de mayo de 1980) III marqués de Viana, fue un aristócrata y noble español, almirante de la Armada Española, gentilhombre de la Cámara del Rey y maestrante de Sevilla.

## Biografía
Fue el único descendiente varón de José de Saavedra y Salamanca, II marqués de Viana, y de Mencía del Collado, marquesa del Valle de la Paloma, por lo que heredó los títulos nobiliarios de sus progenitores. Asimismo, adquirió otros títulos como marqués de la Coquilla, duque de la Roca con Grandeza de España, marqués de La Laguna con Grandeza de España, conde de Castroponce y vizconde Jarafe.
Contrajo matrimonio el 12 de diciembre de 1927, ocho meses tras la muerte de su padre, con la noble portuguesa Sofía de Lancaster y Bleck, hija de los condes de Lousao, en el palacio de Moratalla de su propiedad. La pareja no tuvo descendencia.
En su juventud decidió pertenecer a la Armada española y, tras el fallecimiento de su progenitor, continuó las buenas relaciones que este tuvo con el monarca Alfonso XIII, quien continuó acudiendo a diversas cacerías en el palacio de Moratalla en 1929 y 1930. Tras la llegada de la Segunda República en 1931, Fausto compartió exilio con el rey en Suiza. Una vez se dio el golpe de Estado en 1936 que dio comienzo a la guerra civil española, el marqués combatió en la Armada franquista e incluso proporcionó dinero por adelantado para la adquisición de dos barcos. Su participación le hizo alcanzar el rango de almirante en la Armada, siendo su última destinación la Jurisdicción Central, así como recibir dos Cruces Rojas del Mérito Naval y Militar de primera clase. Todos estos hechos le llevaron a mantener una estrecha relación con Francisco Franco, quien pernoctó en el palacio de Viana de Córdoba en 1953 y 1962, en las dos ocasiones que el dictador visitó la ciudad.
En 1939 alquiló su palacio residencial, en la calle Duque de Rivas de Madrid, al Ministerio de Asuntos Exteriores para albergar allí su sede, quien fue comprada finalmente por el Ministerio en 1956. Este evento hizo que los marqueses trasladaran todo el mobiliario y la gran colección de pinturas, armas y otros enseres al palacio de Viana de Córdoba, convirtiéndolo en una espectacular casa-museo, por lo que recibieron del Ayuntamiento de Córdoba la Medalla de Oro en 1962. Su viuda, Sofía de Lancaster, vendió finalmente el palacio a la Caja Provincial de Ahorros de Córdoba tras su fallecimiento en 1980, siendo actualmente propiedad de la Fundación CajaSur.
Debido a la falta de descendencia, el título de marqués de Viana recayó en su sobrino-nieto Jacobo Hernando Fitz-James Stuart y Gómez.